# Cardinal Wolsey
Cardinal Wolsey er en amerikansk stumfilm fra 1912 af J. Stuart Blackton og Laurence Trimble.

## Medvirkende
- Hal Reid som Thomas Wolsey
- Julia Swayne Gordon som Katarina
- Clara Kimball Young som Anne Boleyn
- Tefft Johnson som Henry VIII
- Robert Gaillard som Biskop